# Акустическая экология
Акустическая экология, иногда называемая экоакустикой или изучением звукового ландшафта, — дисциплина, изучающая взаимоотношения, опосредованные звуком, между людьми и окружающей их средой. Исследования в области акустической экологии начались в конце 1960-х годов благодаря Р. Мюррею Шаферу, музыканту, композитору и бывшему профессору кафедры коммуникационных исследований в Университете Саймона Фрейзера (Ванкувер, Британская Колумбия, Канада), с помощью его команды в рамках проекта World Soundscape. В первоначальную команду WSP входили, среди прочих, Барри Труакс и Хильдегард Вестеркамп, Брюс Дэвис и Питер Хьюз. Первое исследование, проведённое WSP, называлось «Звуковой ландшафт Ванкувера» (англ. The Vancouver Soundscape). Это новаторское исследование пробудило интерес исследователей и художников по всему миру, вызвав огромный рост в области акустической экологии. В 1993 году члены к настоящему времени большого и активного международного сообщества акустической экологии создали Всемирный форум акустической экологии (англ. World Forum for Acoustic Ecology).
Радиоискусство Шафера и его коллег нашло свое выражение во многих различных областях. Хотя большинство из них черпали вдохновение в трудах Шафера, в последние годы наблюдаются и отклонения от первоначальных идей. Растущая важность акустической экологии усиливается из-за звукового воздействия строительства дорог и аэропортов, которое влияет на звуковые ландшафты в городах и вокруг них, где плотность населения выше. Также наблюдается расширение биоакустики (использование звука животными) с целью изучения субъективных и объективных реакций животных на человеческий шум, при этом наибольшее внимание привлекает шум океана. Акустическая экология также может быть информативной в отношении изменений климата или других изменений окружающей среды, поскольку каждый день мы прислушиваемся к звукам в мире, чтобы определить их источник, например, птица, автомобиль, самолёт, ветер, вода. Но мы не воспринимаем эти звуки как сеть — сеть взаимоотношений, которые формируют экологию. Акустическая экология находит своё выражение во многих различных областях, характеризующих звуковой ландшафт: биофонии, геофонии и антропофонии.

## Всемирный форум акустической экологии
Всемирный форум акустической экологии (англ. World Forum for Acoustic Ecology, WFAE) — это международное сообщество людей и организаций, которые изучают мировые звуковые ландшафты. Всемирный форум акустической экологии состоит из восьми групп: Австралийский форум акустической экологии, Канадская ассоциация акустической экологии, Финское общество акустической экологии, Греческое общество акустической экологии, Японская ассоциация экологии звукового ландшафта, Общество акустической экологии Среднего Запада, Red Ecologia Acustica Mexico и Сообщество звукового ландшафта Великобритании и Ирландии. Каждые три года с момента основания WFAE в 1993 году в Банфе (Канада) проводится международный симпозиум. Местами проведения симпозиума были Стокгольм, Амстердам, Девон, Питерборо и Мельбурн. В ноябре 2006 года в Хиросаки, Япония, состоялась встреча WFAE. Коли, Финляндия, стал местом проведения последней всемирной конференции WFAE.
Члены WFAE, многие из которых являются записывающимися артистами и композиторами, сосредоточены на улучшении качества общественных звуковых ландшафтов посредством проектирования и планирования общественных пространств, которые сохраняют желаемый звук и снижают шумовое загрязнение. Акустические экологи ценят практику слушания, а также содействие более осознанному восприятию и пониманию звуковой среды.

## Биоакустика
Шум, как правило, является побочным продуктом возросшей урбанизации и развития. По мере того, как наши города становились всё более индустриализированными, громкость и частота антропофонии — шумовых сигналов, создаваемых человеком, — увеличивались. Шум может изменить акустическую среду водных и наземных местообитаний.
Биоразнообразие животных сокращается из-за хронического уровня шума в городах и вдоль автомагистралей. Музыкант и специалист по экологии звукового ландшафта Берни Краузе связывает биофонию с оркестром, в котором разные группы животных в окружающей среде издают звуки на разных уровнях, чтобы избежать наложения или конкуренции в общении. Шум, создаваемый человеком, например, пролетающие над средой обитания самолёты, может нарушить естественный порядок этих звуков, даже подвергая некоторые виды опасности со стороны хищников. Например, некоторые лягушки синхронизируются таким образом, что защищают особей от привлечения внимания. Шум реактивной струи может привести к остановке или рассинхронизации лягушек, что временно нарушает этот эффект и подвергает их воздействию других животных.
На суше коммуникация животных формируется под влиянием физических характеристик окружающей среды, таких как расстояние, дальность видимости, погода и окружающий шум. Физическая планировка среды обитания может препятствовать распространению звуковых волн, а состояние воздуха может влиять на качество и скорость звука. Животные могут адаптироваться к таким факторам, как расстояние, регулируя частоту и амплитуду своих звуков, чтобы максимально повысить эффективность коммуникации. Некоторые виды, такие как городские большие синицы, изменили частоту своих криков в целях адаптации. Звуковые ландшафты конкретных местообитаний постоянно развиваются, поскольку виды деятельности и виды, существующие в этих местообитаниях, со временем меняются.
С точки зрения эволюции антропогенный шум — гораздо более позднее явление. Действительно, исследуя собранные записи, экологи могут изучать этологию акустической коммуникации животных, эволюцию и развитие акустического поведения, взаимосвязь между звуками животных и окружающей их средой. Однако все эти цели экологических исследований имеют предварительное условие, что эти биоакустические записи хорошо изучены, чтобы можно было точно распознать виды животных. Научные исследования показали, что антропогенный шум способен изменять поведение, менять физиологию и даже реструктурировать сообщества животных.

## Звуковые ландшафты
Звуковые ландшафты состоят из антропофонии, геофонии и биофонии определённой среды. Они привязаны к местоположению и меняются со временем. Акустическая экология направлена на изучение взаимосвязи между этими вещами, т. е. взаимосвязи между людьми, животными и природой в рамках этих звуковых ландшафтов. Эти отношения являются деликатными и могут быть нарушены естественными или искусственными факторами.
В своей книге «Настройка мира» Шафер использовал новые термины, такие как «звуковые знаки» — характерные звуки определённого сообщества — и «ключевые ноты» — распространённые, но упускаемые из виду фоновые звуки, такие как шум транспорта, — чтобы помочь классифицировать различные элементы звукового ландшафта.

### Биофония
Биофония — это изучение звуков, исходящих от животных, таких как вокализация китов или пение птиц.

### Геофония
Геофонию можно определить как звуки, возникающие в результате естественных процессов на Земле, таких как дуновение ветра или движение волн.

### Антропофония
Антропофония — это звуковой ландшафт, определяемый искусственными источниками, такими как речь или дорожный шум.
Исследования взаимосвязи между визуальными и слуховыми ощущениями в городских условиях показывают, что положительное или отрицательное визуальное восприятие ландшафта может напрямую влиять на эмоциональную оценку звукового ландшафта места. Приятный вид или комфортная обстановка могут повысить толерантность людей и даже их восприятие звуков окружающей среды.
Было показано, что предпочтения людей в отношении контроля шума различаются в зависимости от культуры и технологий того или иного периода времени, а также от привычности или практичности определённых звуков. Например, общепринятые источники громкого шума, такие как церковные колокола или грузовики, могут не беспокоить соседей так сильно, как чья-то новая воздуходувка, даже если она не такая громкая, как более привычные звуки. Вот почему считается сложным обобщить, какие звуки нежелательны в обществе.
Изучение звуковых ландшафтов и травматического воздействия войны показало эффективность шума как психологического оружия для создания страха.

## Влияние антропогенного шума на биосферу
Авиастроение продолжает развиваться во всём мире и имеет большой потенциал для изменения социально-экологических систем. Например, на Аляске местные жители сообщают, что самолёты беспокоят диких животных и негативно влияют на методы и опыт сбора урожая. Некоторые данные содержат ограниченные сведения о масштабах деятельности авиации над традиционными районами сбора урожая. Весьма впечатляет количество пролётов самолетов над сельскими районами проживания, поскольку активность значительно возрастает, и в районе населённых пунктов в среднем совершается 12 пролётов в день, что в шесть раз больше, чем над малоосвоенными районами.
Фоновый шум, присутствующий в океанах планеты (геофонический, антропофонический и биофонический), был определён как критический показатель благополучия региональной биосферы.

## Акустическая ниша
Гипотеза акустической ниши, предложенная акустическим экологом Берни Краузе в 1993 году, относится к процессу, в котором организмы разделяют акустическую область, находя свою собственную нишу по частоте и/или времени, чтобы общаться без конкуренции со стороны других видов. Теория основана на идеях дифференциации ниш и может использоваться для прогнозирования различий между молодыми и зрелыми экосистемами.
В зрелых экосистемах виды будут петь в уникальных диапазонах частот и в определённое время, демонстрируя отсутствие межвидовой конкуренции в акустической среде. Напротив, в молодых экосистемах более вероятно, что несколько видов будут использовать схожие полосы частот, что может привести к помехам между их соответствующими звуками или полному отсутствию активности в неоспариваемых полосах частот. Степень разделения окружающей среды может использоваться для оценки здоровья экосистемы и биоразнообразия.

## Список композиционных произведений

### «Доминион» Барри Труакса
«Доминион» использует канадские звуковые знаки, созданные в разных провинциях в рамках проекта World Soundscape Project в Университете Саймона Фрейзера для мероприятия в рамках тура по стране, который состоялся в 1973 году. Интересно то, что эти звуки растянуты во времени, поэтому расширенные версии позволяют людям слышать звук более гармонично. Эти уникальные звуковые сигналы улавливались исполнителями, а затем усиливались, чтобы обеспечить наилучшие впечатления для своей аудитории.

### Археоакустика
Это раздел археологии и акустики, который в целом изучает связь между людьми и звуком на протяжении истории. Это междисциплинарная область, в которой методологический вклад вносят акустика, археология и компьютерное моделирование. Многие культуры, исследованные археологами, в основном были сосредоточены на устной форме взаимодействия, что привело исследователей к мысли, что изучение звуковой природы археологических памятников и артефактов может раскрыть новую информацию об изучаемой цивилизации. Марк Э. Моглен (2007) воссоздал доисторические звуковые ландшафты (акустическую экологию) на кафедре антропологии Калифорнийского университета в Беркли, сочетая композиционные приёмы с записями с места событий для недиегетической пьесы в виртуальном мире Second Life на «Острове Окапи». В Центре новых медиа (англ. Center for New Media) была разработана акустическая экологическая обстановка бывшей джазовой сцены в Окленде, штат Калифорния, для создания виртуального мира.